# Nagurus insularum
Nagurus insularum là một loài chân đều trong họ Trachelipodidae. Loài này được Verhoeff miêu tả khoa học năm 1926.